# Speed Jet
Speed Jet è un catamarano di proprietà della compagnia greca Seajets.

## Storia e caratteristiche
Costruito nei cantieri australiani Austal Ships nel 1996, la nave è lunga 82 metri e larga 23. Può trasportare 650 passeggeri e 156 auto al seguito ad una velocità che sfiora i 40 nodi.
L'imbarcazione è stata utilizzata da diverse società di navigazione dell'Europa, come la Scandlines, la Ferrymed, e principalmente ha servito rotte scandinave e mediterranea tra Spagna e Nord Africa.
Ha operato per la SNAV dal 2002 al 2015, impiegata nei mesi estivi sulle rotta adriatica tra Ancona e Spalato. È stata venduta nel 2015 alla società venezuelana Golden Sun Petroleum SA., che l'ha utilizzata per la tratta El Guamache-Trinidad. Nel 2022 il catamarano è stato acquistato dalla Seajets e attualmente è in disarmo a Calcide.

## Navi gemelle
- Auto Express 2
- Almottahedah 1
- Avemar Dos